# (16426) 1988 EC
(16426) 1988 EC est un objet de la ceinture principale d'astéroïdes intérieure de 2,822 km de diamètre découvert en 1988.

## Description
(16426) 1988 EC a été découvert le 7 mars 1988 à l'observatoire Gekko, situé à Shizuoka (Japon), par Yoshiaki Ōshima.

### Caractéristiques orbitales
L'orbite de cet astéroïde est caractérisée par un demi-grand axe de 1,93 UA, un périhélie de 1,74 UA, une excentricité de 0,010 et une inclinaison de 19,29° par rapport à l'écliptique. Du fait de ces caractéristiques, à savoir un demi-grand axe inférieur à 2 UA et un périhélie supérieur à 1,666 UA, il est classé, selon la JPL Small-Body Database, objet de la ceinture principale d'astéroïdes intérieure.

### Caractéristiques physiques
(16426) 1988 EC a une magnitude absolue (H) de 14,0 et un albédo estimé à 0,508, ce qui permet de calculer un diamètre de 2,822 km. Ces résultats ont été obtenus grâce aux observations du Wide-Field Infrared Survey Explorer (WISE), un télescope spatial américain mis en orbite en 2009 et observant l'ensemble du ciel dans l'infrarouge, et publiés en 2011 dans un article présentant les premiers résultats concernant les astéroïdes de la ceinture principale.